# OurMine
OurMine est un groupe de pirates informatiques basé en Arabie saoudite, en activité depuis 2014.

## Présentation
Fondé en 2014, le groupe s'illustre en attaquant les  comptes Internet de célébrités, groupements et entreprises pour faire la promotion de leurs services et inciter ses cibles à augmenter la sécurité de leurs comptes.

## Histoire

### 2016
En 2016, le groupe OurMine a piraté les comptes de John Hanke, Jack Dorsey, Sundar Picha, Mark Zuckerberg (ainsi que le compte Pinterest), ou encore Shuhei Yoshida. En plus de comptes sur les réseaux sociaux, le groupe a piraté le site TechCrunch.  
Le fondateur de Wikimedia Jimmy Wales s'est également fait piraté le compte global sur les projets, ainsi que son compte Twitter.
Le groupe s'est également illustré en hackant les comptes Twitter de Netflix, Marvel et de Sony Music Global ainsi que les comptes Twitter et Instagram de la National Geographic. 

### 2017
En 2017, OurMine pirate le compte d'un employé de la plateforme Medium. Le compte a été le cadre d'une équipe de partenariats stratégiques, permettant à OurMine de détourner des blogs appartenant à Fortune et Backchannel.
Sur Twitter, le groupe a ciblé David Guetta, le New York Times, la WWE, et la série Game of Thrones. Ils ont également piraté les comptes Twitter et Facebook de Playstation (incluant un accès aux bases de données du PlayStation Network, du FC Barcelone, et du Real Madrid (y compris leur chaîne YouTube). Plusieurs comptes Facebook de CNN et pages ont également été hacké par un pirate connu sous le nom de "LnX".
Sur YouTube, les hacks d'OurMine incluent le réseau Omnia Media, permettant d'accéder à de nombreux canaux. Les différentes chaînes YouTube du réseau Studio71 ont également été piraté.

### 2020
En 2020, OurMine pirate les comptes Twitter et Instagram de Facebook et de Facebook Messenger.